# Calypogeia
Calypogeia (deutsch Bartkelchmoose) ist eine Gattung von Lebermoosen aus der Familie Calypogeiaceae.

## Merkmale
Die blassgrünen bis bläulichgrünen, niederliegenden oder teilweise aufsteigenden Pflanzen bilden meist flache Rasen. Die oberschlächtigen (der obere Rand eines Blattes überdeckt den unteren Rand des nächsthöheren Blattes) Flankenblätter sind zweizeilig und oft dicht dachziegelig angeordnet, die Blattform ist eiförmig bis breit-eiförmig oder dreieckig, die Blattspitze ist abgerundet oder kurz zweilappig. Unterblätter sind stets vorhanden, sie sind meist breiter als das Stämmchen, etwa so lang wie breit und an der Spitze mehr oder weniger tief zweiteilig bis ungeteilt. Am Grund der Unterblätter befindet sich ein kleinzelliges Rhizoidinitialenfeld, dem oft zahlreiche Rhizoiden entspringen. Die Blattzellen sind relativ groß, dünnwandig und besitzen 2 bis 13 traubenförmige, farblose oder blaue Ölkörper. Sporenkapseln sind zylindrisch, sind aber nur selten vorhanden. Öfters dagegen werden an den Spitzen von aufgerichteten flagellenartigen Trieben grünliche Häufchen von ein- bis zweizelligen Brutkörpern gebildet.

## Verbreitung
Die Gattung ist beinahe kosmopolitisch verbreitet, sie fehlt in Wüstengebieten und in der Arktis.

## Systematik und Arten
Weltweit werden zirka 35 Arten unterschieden. Die Gattung ist zwar recht gut charakterisiert, innerhalb der Gattung aber ist die Unterscheidung mancher Arten schwierig. Von den europäischen Arten wurden bis Anfang des 20. Jahrhunderts nur drei Arten unterschieden (C. arguta, C. fissa, C. trichomanis).
In Deutschland, Österreich und der Schweiz sind die folgenden Arten vertreten:
- Calypogeia arguta
- Blaues Bartkelchmoos (Calypogeia azurea)
- Eingeschnittenes Bartkelchmoos (Calypogeia fissa)
- Calypogeia integristipula
- Müllers Bartkelchmoos (Calypogeia muelleriana)
- Calypogeia neesiana
- Calypogeia sphagnicola
- Calypogeia suecica